# Bunker Roy
Sanjit 'Bunker' Roy , né le 2 août 1945 est un formateur indien qui a fondé le Barefoot College. Il est disciple de Jai Prakash Narayan, ami de Gandhi. Il a été sélectionné comme l'une des 100 personnalités les plus influentes en 2010 par Time pour son travail d'éducation auprès d'indiens ruraux souvent illettrés.

## Palmarès

### Titres
- Championnats d'Inde : 3 titres (1965, 1969, 1970)